# Prix Daniel-Toscan-du-Plantier
Prix Daniel-Toscan-du-Plantier (Cena Daniela Toscana-du-Plantiera) je filmové ocenění, které uděluje Akademie filmových umění a technik od roku 2008 před vyhlášením cen César nejlepšímu francouzskému filmovému producentovi roku. Tato cena navazuje na krátkotrvajícího Césara za nejlepšího producenta (udělen pouze dvakrát v letech 1996 a 1997).

## Zásady
Pro vítěze se hlasuje ze seznamu, kde jsou uvedeni producenti, jejichž film má v daném roce alespoň jednu nominaci na Césara (kromě zahraničních filmů). Někteří význační producenti mohou být také nominováni, pokud má jejich film kritický nebo veřejný úspěch, ale nemá nominaci na Césara.
Na rozdíl od Césarů ale ne všichni členové akademie mohou hlasovat. Svůj hlas mohou vyjádřit pouze členové Sdružení pro propagaci kinematografie (řídící orgán akademie) a také všechny osobnosti nominované na Césara od roku 2008 (rok vzniku ceny).
Název ceny vzdává hold producentovi a prezidentovi akademie v letech 1992–2003 Danielu Toscanovi du Plantierovi (1941-2003). Trofej navrhl v roce 2008 rakouský designér Robert Stadler.
Trofej se předává několik dní před ceremoniálem Césarů během večeře producentů. Tato událost vznikla ve stejnou dobu jako cena v roce 2008. Večeře se často konají ve Fouquet's nebo v hotelu George-V v Paříži. Této večeři předsedá ministr kultury (s výjimkou prvního ročníku, kterému předsedala Isabelle Huppertová, bývalá společnice Daniela Toscana du Plantiera).

## Vítězové

### 0. léta
- 2008: Kuskus – Claude Berri, Pathé Renn Productions
- 2009: (ex aequo) Vánoční příběh – Pascal Caucheteux, Why Not Productions spolu s Veřejný nepřítel č. 1 a Veřejný nepřítel č. 1: Epilog – Thomas Langmann, La Petite Reine

### 10. léta
- 2010: Prorok – Pascal Caucheteux a Grégoire Sorlat, Why Not Productions
- 2011: Turné – Yaël Fogiel a Laetitia Gonzalez, Les Films du Poisson
- 2012: Polisse – Alain Attal, Les Productions du Trésor
- 2013: Ve spěchu – Gaëlle Bayssière a Didier Creste, Everybody on Deck
- 2014: Neznámý od jezera a Jeptiška – Sylvie Pialat, Les Films du Worso
- 2015: Timbuktu – Sylvie Pialat, Les Films du Worso
- 2016: Sladký útěk, Dheepan a Tři vzpomínky – Pascal Caucheteux a Grégoire Sorlat, Why Not Productions
- 2017: Monsieur Chocolat, Frantz a Agnus dei – Éric a Nicolas Altmayer, Mandarin Cinéma
- 2018: 120 BPM – Marie-Ange Luciani a Hugues Charbonneau, Les Films de Pierre
- 2019: Utop se, nebo plav a V dobrých rukou – Alain Attal, Trésor Films

### 20. léta
- 2020: Bídníci – Christophe Barral a Toufik Ayadi, Srab Films
- 2021: Nadměrná velikost – Caroline Bonmarchand, Avenue B Productions
- 2022: Hlas lásky a Událost – Alice Girard a Edouard Weil, Rectangle Productions
- 2023: Noc 12. – Carole Scotta a Barbara Letellier, Haut et Court
- 2024: Anatomie pádu – Marie-Ange Luciani, Les Films de Pierre
- 2025: Ty krávo! – Muriel Meynard, Agat Films / Ex Nihilo